# Fray Marcos
Fray Marcos – miasto w Urugwaju, w departamencie Florida.